# Broto (kommunhuvudort)
Broto är en kommunhuvudort i Spanien.   Den ligger i provinsen Provincia de Huesca och regionen Aragonien, i den nordöstra delen av landet, 400 km nordost om huvudstaden Madrid. Broto ligger 895 meter över havet och antalet invånare är 509.
Terrängen runt Broto är bergig åt nordost, men åt sydväst är den kuperad. Broto ligger nere i en dal. Runt Broto är det mycket glesbefolkat, med 2 invånare per kvadratkilometer. Närmaste större samhälle är Panticosa, 18,5 km nordväst om Broto. I omgivningarna runt Broto växer i huvudsak blandskog.